# Šmihel (gmina Nova Gorica)
Šmihel – wieś w Słowenii, w gminie miejskiej Nova Gorica. W 2018 roku liczyła 292 mieszkańców. 